# 李龍河
李 龍河（リ・リョンハ、朝鮮語: 리룡하、1947年 - 2013年11月）は、朝鮮民主主義人民共和国の政治家。朝鮮労働党行政部第1部長、最高人民会議代議員などを歴任。張成沢の側近の1人で、張が粛清された際に処刑された。

## 経歴
咸鏡北道で生まれる。2003年に黄海北道党委員会責任書記を務める。2008年に最高人民会議代議員に選出された。2009年には朝鮮労働党中央行政部第1副部長に就任した。2011年には労力英雄の称号を授与された。2013年12月に張成沢元党行政部長が粛清されると、張が処刑される前の11月末に同じく側近の張秀吉と共に反党、反革命、宗派行為を行ったとして逮捕され、姜建軍官学校の練兵場に集められた党・軍・政府幹部の前に引き出され、4連装対空機関砲ZPU-4で処刑された。張は李龍河が逮捕されたと分かると、処刑に最後まで反対したという。

## 参考サイト
- 북한정보포털